# Côte d'Améthyste

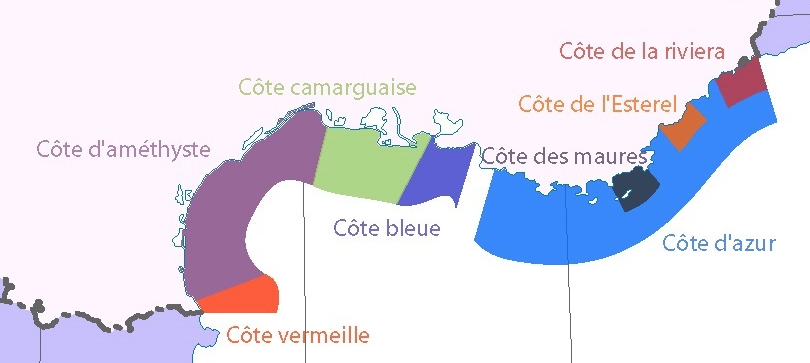
Côtes méditerranéennes françaises.

La Côte d'Améthyste, ou Côte améthyste (en catalan Costa ametista), est le nom donné à une portion du littoral français en mer Méditerranée, située entre la Côte Vermeille et la côte camarguaise.

## Géographie
La Côte d'Améthyste correspond à presque tout le littoral de la région Occitanie et borde une partie du golfe du Lion dans la Méditerranée occidentale. Elle s'étend sur environ 200 kilomètres aux départements des Pyrénées-Orientales, de l'Aude, de l'Hérault et du Gard.
Elle est limitée au sud par les rochers du Racou à Argelès-sur-Mer, qui marquent le début de la Côte Vermeille, et à son extrémité nord-est par Le Grau-du-Roi, qui marque le début de la côte camarguaise,. Des lagunes jalonnent cette zone côtière, dont l'étang de Thau et l'étang de Leucate.

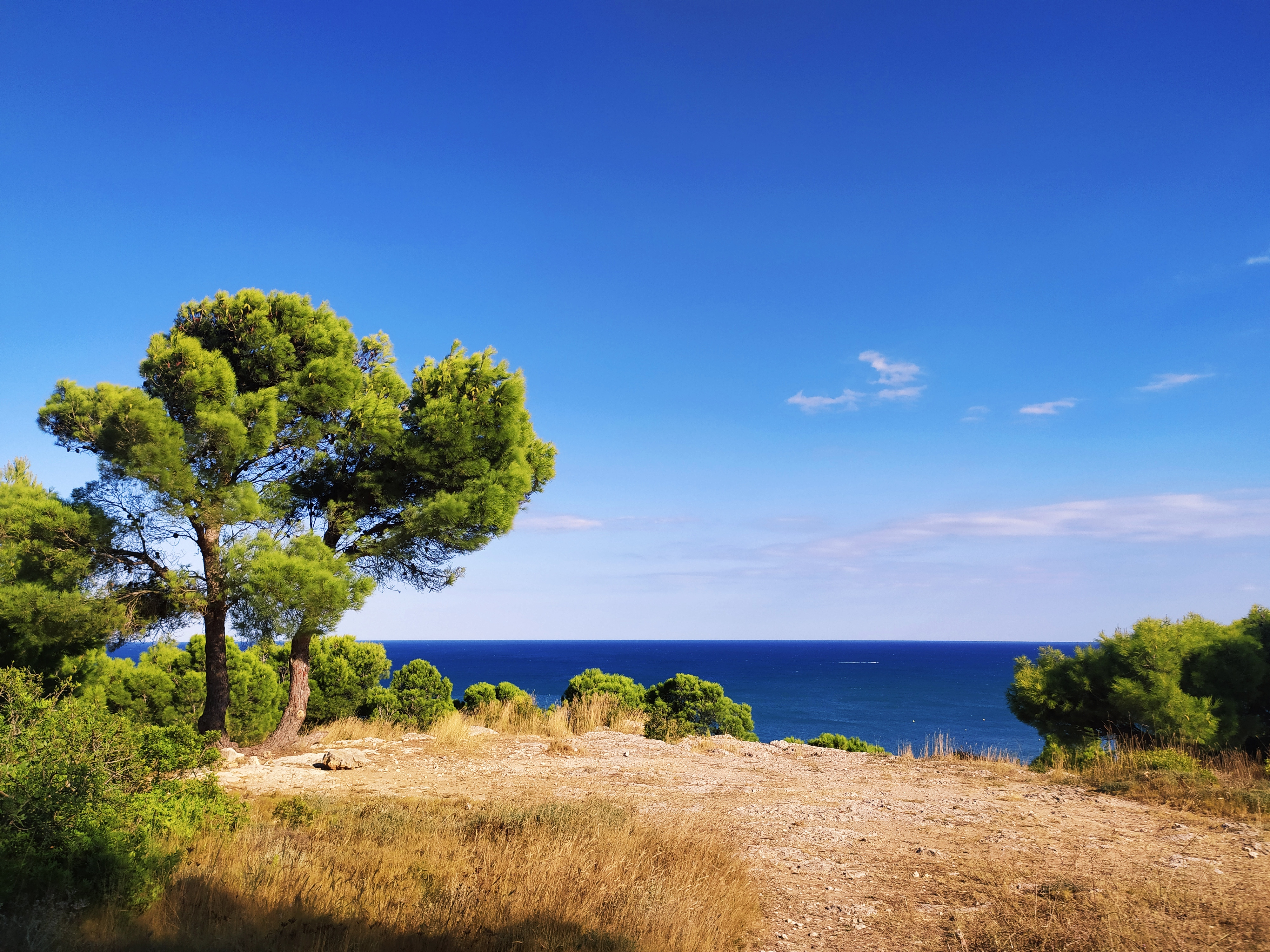
Paysage de la Côte d'Améthyste, depuis une falaise de Leucate.

## Tourisme
La Côte d'Améthyste est très touristique, notamment depuis la mission Racine créée en 1963, qui entraîna l'aménagement de stations balnéaires (Port-Camargue, la Grande-Motte, Gruissan, Port Leucate, Port Barcarès, le Cap d'Agde, Saint Cyprien),.